# San Paolo (Alatri)

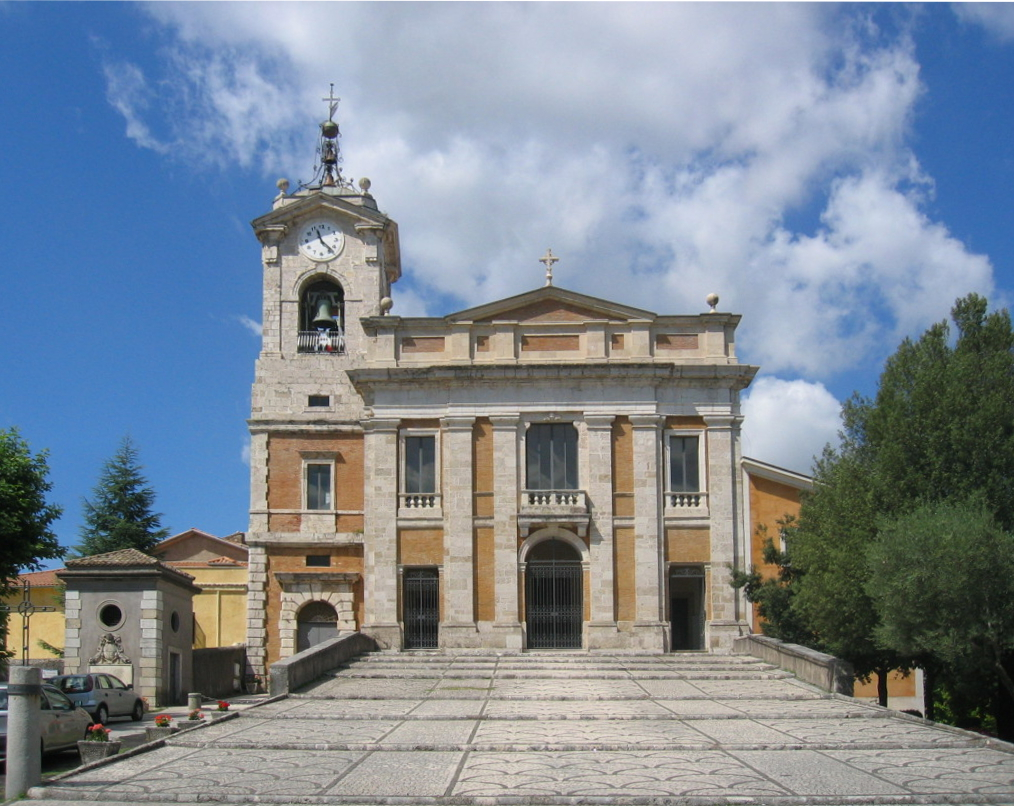
Basilika San Paolo

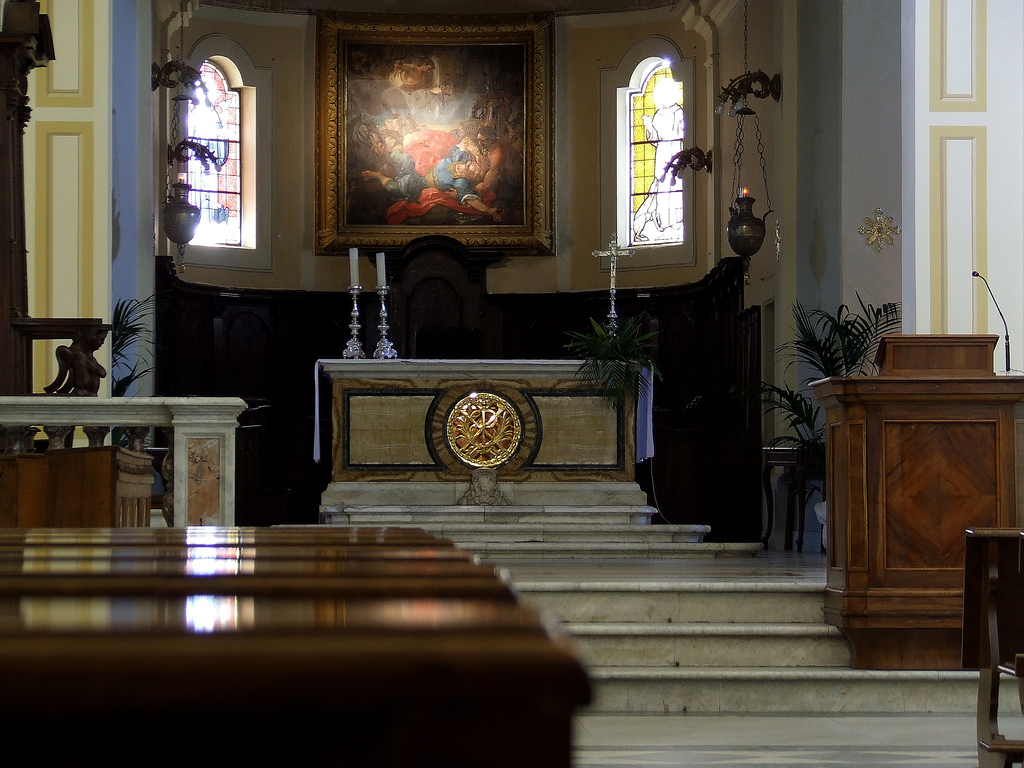
Innenraum mit Blick zum Chor

San Paolo  ist eine römisch-katholische Kirche in Alatri in der italienischen Region Latium. Die auch Kathedrale von Alatri genannte Konkathedrale des Bistums Anagni-Alatri trägt den Titel einer Basilica minor und ist dem Apostel Paulus von Tarsus gewidmet. Die Kirche ist als Nationaldenkmal geschützt.

## Geschichte
Die Kathedrale wurde in der Mitte der Esplanade der Akropolis von Alatri auf den Überresten eines Saturntempels errichtet. Eine erste Erwähnung der Kathedrale stammt aus dem Jahr 930. Unter dem Pontifikat von Papst Innozenz II. (1130–1143) wurden die Reliquien des Märtyrers Papst Sixtus I. nach Alatri überführt, dazu wurde die alte Kathedrale renoviert; der Hochaltar wurde 1156 fertiggestellt. Weitere Bereicherungen wurden im 13. Jahrhundert gemacht, als Chorschranke und Lettner hinzugefügt wurden, ein Werk der Cosmaten, für den Besuch in der Stadt von Papst Honorius III.: von diesen architektonischen Elementen sind heute in der Kirche wertvolle Überreste erhalten.
Während des 16. Jahrhunderts wurden die Wände mit Episoden zur Reliquienüberführung des hl. Sixtus geschmückt: diese Gemälde gingen bei den Modernisierungsarbeiten im 17. und 18. Jahrhundert verloren, mit denen die Kirche ihre heutige Gestaltung erhielt. Die heutige Fassade und der Glockenturm wurden von Jacopo Subleyras zwischen 1790 und 1808 hinzugefügt, und 1884 wurden die Attika und das Tympanon hinzugefügt. Schließlich wurde 1932 die Kapelle des hl. Sixtus gebaut, um die Reliquien des Heiligen anlässlich des 800. Jahrestags ihrer Überführung nach Alatri aufzunehmen.
Die Kathedrale wurde von Papst Pius IX. bei seinem ersten Besuch in der Stadt 1850 zur Basilika erklärt. Das offizielle Dekret zur Erhebung durch Papst Pius XII. erfolgte am 10. September 1950.

## Beschreibung
Die Fassade aus Stein und Ziegel ist das Werk des späten 18. Jahrhunderts. Die dreischiffige Basilika hat den Grundriss eines lateinischen Kreuzes. Das Hauptschiff ist mit einem Tonnengewölbe mit eingeschnittenen Stichkappen bedeckt, abgetrennt von den jeweils sechs Säulen schließen sich die Seitenschiffe mit Kreuzgewölben und den Kapellen an.
Neben den Reliquien von Papst Sixtus werden in der Kathedrale auch die Reliquien des römischen Märtyrers Alexander aufbewahrt, die aus der Calixtus-Katakombe stammen und 1640 nach Alatri überführt wurden. Zu den Kunstwerken, die in der Kirche aufbewahrt werden, zählt eine Kopie der Kreuzigung von Guido Reni; das Gesicht des hl. Sixtus wurde in Silber geschlagen (1584); Unsere Liebe Frau von Suffrage ist eine Holzgruppe aus dem Jahre 1639. In der Sakristei wird die Pièta des Malers Girolamo Troppa aus dem 17. Jahrhundert aufbewahrt.
In der Kathedrale befindet sich eine Reliquie des eucharistischen Wunders, das 1228 in Alatri stattfand.
Eine Kapelle der Basilika beherbergt die Überreste der seligen Maria Raffaella Cimatti: Sie wurden dort am 27. März 2010 aus der Kirche San Benedetto verlegt.